# Vernon Chatman
Vernon Chatman (New York, 31 ottobre 1972) è un produttore televisivo, sceneggiatore, doppiatore, comico e musicista statunitense.
Membro del collettivo artistico PFFR con sede a Brooklyn, New York, Chatman è noto soprattutto per essere il co-creatore delle serie animate Wonder Showzen di MTV2 e Xavier: Renegade Angel di Adult Swim, oltre ad aver doppiato Asciughino e altri personaggi di South Park.

## Biografia
Vernon Chatman ha frequentato la San Francisco State University, dove si è laureato nel 1994. Chatman è di razza mista, metà afroamericano e metà euroamericano.

## Carriera
Chatman ha iniziato la sua carriera nel 1996 come cabarettista e alternativamente come sceneggiatore e attore in ruoli minori per la televisione. Ha sceneggiato per diversi programmi televisivi comici tra cui: The Keenen Ivory Wayans Show, The Chris Rock Show (per il quale ha vinto un Emmy Award), Late Night with Conan O'Brien, That's My Bush! e The Downer Channel. Nel 2002, lui e il suo amico e collaboratore di lunga data John Lee (membro del collettivo PFFR) hanno creato la serie televisiva Doggy Fizzle Televizzle di Snoop Dogg per MTV. Insieme a Lee, hanno creato successivamente Wonder Showzen per MTV2 e Xavier: Renegade Angel e The Heart, She Holler per Adult Swim. I due si sono conosciuti alla San Francisco State University. È noto soprattutto per essere il doppiatore originale di Asciughino in South Park, oltre a lavorare come produttore televisivo per la serie. Nel 2012 è diventato produttore della terza stagione della serie televisiva Louie di FX, fino alla sua conclusione nel 2015.
Nel 2017, Adult Swim ha ordinato la serie animata di sua creazione The Shivering Truth, descritta come una "commedia antologica oscura e surreale". Il 13 gennaio 2022 è stato annunciato che avrebbe sceneggiato un film comico senza nome creato da Kendrick Lamar, Dave Free, Trey Parker e Matt Stone.

## Filmografia

### Attore

#### Televisione
- Late Night with Conan O'Brien – serie TV, 2 episodi (1996-2000)
- Comics Come Home 3 – film TV (1997)
- Premium Blend – serie TV, 1 episodio (1998)
- Late Friday – serie TV, 1 episodio (2001)
- Louie – serie TV, 1 episodio (2012)

### Produttore
- South Park – serie animata, 146 episodi (2007-in corso)
- Delocated – serie TV, 30 episodi (2008-2013)
- How's Your News? – serie TV, 6 episodi (2009)
- Final Flesh, regia di Ike Sanders (2009)
- Louie – serie TV, 35 episodi (2012-2015)

### Sceneggiatore
- The Keenen Ivory Wayans Show – serie TV, 12 episodi (1997-1998)
- The Chris Rock Show – serie TV, 12 episodi (1998-1999)
- Armagedd'NSync – speciale televisivo (1999)
- Late Night with Conan O'Brien – serie TV, 141 episodi (1999-2000)
- That's My Bush! – serie TV, 8 episodi (2001)
- The Downer Channel – serie TV, 2 episodi (2001)
- Jackass: The Movie, regia di Jeff Tremaine (2002)
- Doggy Fizzle Televizzle – serie TV, 8 episodi (2002-2003)
- Wonder Showzen – serie animata, 16 episodi (2005-2006)
- Xavier: Renegade Angel – serie animata, 20 episodi (2005-2006)
- Final Flesh, regia di Ike Sanders (2009)
- The External World – corto televisivo (2010)
- The Original Black Swan – corto televisivo (2011)
- The Heart, She Holler – serie animata, 28 episodi (2011-2014)
- Horace and Pete – serie TV, 1 episodio (2016)
- Gigglefudge, U.S.A. – speciale televisivo (2016)
- I Love You, Daddy, regia di Louis C.K. (2017)
- South Park: Scontri Di-retti – videogioco (2017)
- Notizie esplosive con Killer Mike – serie TV, 6 episodi (2019)
- The Shivering Truth – serie animata, 12 episodi (2018-2020)

### Regista
- Wonder Showzen – serie animata, 16 episodi (2005-2006)
- Xavier: Renegade Angel – serie animata, 20 episodi (2005-2006)
- The Heart, She Holler – serie animata, 28 episodi (2011-2014)
- The Shivering Truth – serie animata, 12 episodi (2018-2020)

### Doppiatore
- South Park – serie animata, 20 episodi (2001-in corso)
- Wonder Showzen – serie animata, 16 episodi (2005-2006)
- Squidbillies – serie animata, 1 episodio (2008)
- Xavier: Renegade Angel – serie animata, 20 episodi (2005-2006)
- South Park: Tenorman's Revenge – videogioco (2012)
- South Park: Scontri Di-retti – videogioco (2017)
- The Shivering Truth – serie animata, 12 episodi (2018-2020)
- Teenage Euthanasia – serie animata, 1 episodio (2021)

## Discografia

### Album
In studio
- 2001 – Rock Rocker Rocketh (con i PFFR)
- 2003 – United We Doth (con i PFFR)
- 2018 – Dark Louds Over Red Meat (con i PFFR)

## Opere
- Vernon Chatman, Mindsploitation: Asinine Assignments for the Online Homework Cheating Industry, Seven Footer Press, 2013, ISBN 978-1934734919.

## Doppiatori italiani
Da doppiatore è sostituito da:
- Renato Novara in South Park, South Park: Scontri Di-retti (Asciughino)
- Oliviero Cappellini in South Park (Tiger Woods)

## Premi e riconoscimenti
Writers Guild of America Award
- 2000 - Miglior commedia o varietà – Serie (inclusi i talk show) – Televisione per Late Night with Conan O'Brien
- 2013 - Miglior serie tv commedia per Louie

South by Southwest
- 2018 - Nomination come miglior cortometraggio animato per The Shivering Truth

Sundance Film Festival
- 2018 - Nomination per The Shivering Truth

Producers Guild of America Awards
- 2015 - Nomination come miglior produttore di una serie tv commedia episodica per Louie

Gotham Independent Film Awards
- 2016 - Nomination come miglior serie rivoluzionaria - Forma estesa per Horace and Pete

Primetime Emmy Awards
- 1999 - Miglior sceneggiatura per un programma varietà per The Chris Rock Show
- 2000 - Nomination alla miglior sceneggiatura per un programma varietà per The Chris Rock Show
- 2008 - Miglior programma d'animazione – episodi di un'ora per South Park
- 2009 - Miglior programma animato di durata inferiore a un'ora per South Park
- 2010 - Nomination al miglior programma animato di durata inferiore a un'ora per South Park
- 2011 - Nomination al miglior programma animato di durata inferiore a un'ora per South Park
- 2013 - Nomination alla miglior serie tv commedia per Louie
- 2013 - Miglior programma animato di durata inferiore a un'ora per South Park
- 2014 - Nomination alla miglior serie tv commedia per Louie
- 2014 - Nomination al miglior programma animato di durata inferiore a un'ora per South Park
- 2015 - Nomination alla miglior serie tv commedia per Louie
- 2015 - Nomination al miglior programma animato di durata inferiore a un'ora per South Park
- 2016 - Nomination al miglior programma animato di durata inferiore a un'ora per South Park
- 2017 - Nomination al miglior programma animato di durata inferiore a un'ora per South Park